# Ruslanova (cràter)
Ruslanova és un cràter d'impacte en el planeta Venus de 44,3 km de diàmetre. Porta el nom de Lidia Ruslanova (1900-1973), cantant russa, i el seu nom va ser aprovat per la Unió Astronòmica Internacional el 1985.